# Michael Weston

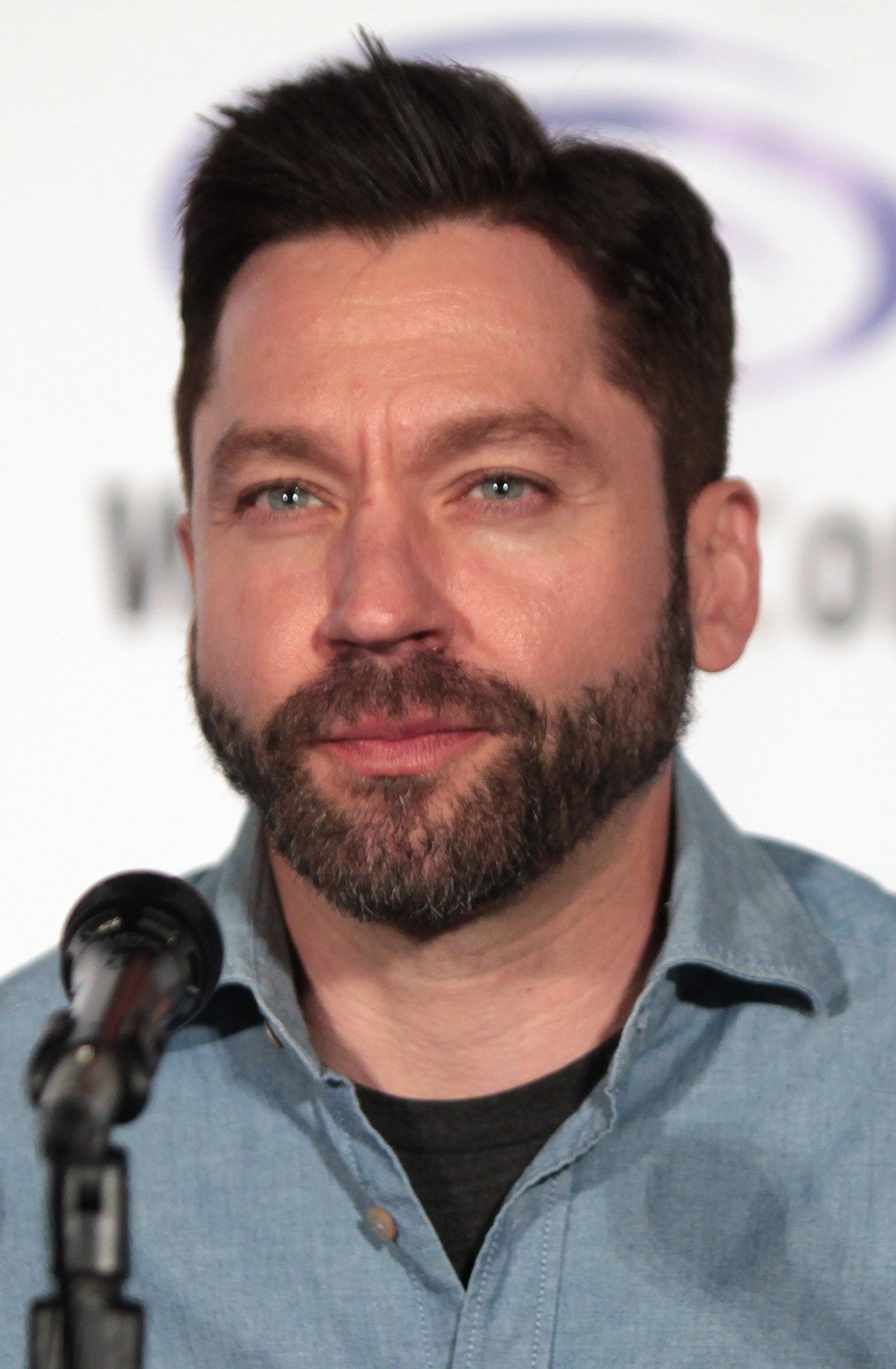
Michael Weston (2016)

Michael Weston, geboren als Michael Rubinstein (* 25. Oktober 1973 in New York City, New York) ist ein US-amerikanischer Schauspieler.

## Leben
Weston wurde als Michael Rubinstein in New York City, als Sohn der Schauspieler Judi West und John Rubinstein geboren. Er ist der Enkel des Piano-Virtuosen Arthur Rubinstein. Im Jahr 2000 änderte er seinen Nachnamen in „Weston“, da es schon einen „Michael Rubinstein“ in der Schauspielergewerkschaft Screen Actors Guild gab.
Weston ist ein guter Freund des Schauspielers Zach Braff. Er spielte bereits des Öfteren mit ihm, z. B. in Garden State, Der letzte Kuss und der Fernsehserie Scrubs – Die Anfänger in einer kleinen Gastrolle den Private Brian Dancer.

## Filmografie (Auswahl)
Filme
- 2000: Sex oder stirb (Cherry Falls)
- 2000: Sally
- 2000: Coyote Ugly
- 2000: Lucky Numbers
- 2002: Das Tribunal (Hart’s War)
- 2002: Wishcraft
- 2003: Zwei Trottel aus dem All (Evil Alien Conquerors)
- 2004: Garden State
- 2004: Helter Skelter (Fernsehfilm)
- 2005: Ein Duke kommt selten allein (The Dukes of Hazzard)
- 2006: Der letzte Kuss (The Last Kiss)
- 2006: Blind Wedding – Hilfe, sie hat ja gesagt (Wedding Daze)
- 2008: Pathology – Jeder hat ein Geheimnis (Pathology)
- 2009: Crank 2: High Voltage (Crank: High Voltage)
- 2009: State of Play – Stand der Dinge (State of Play)
- 2009: Gamer
- 2011: Love, Wedding, Marriage – Ein Plan zum Verlieben (Love, Wedding, Marriage)
- 2011: Brooklyn Brothers Beat the Best
- 2012: Liberal Arts
- 2014: Wish I Was Here
- 2015: Final Farewell – Für immer auf Wiedersehen (See You in Valhalla)
- 2015: Gravy
- 2017: The Secret Life of Me
- 2017: The Mad Whale
- 2018: Speed Kills

Fernsehserien
- 1998: Night Man (Folge 1x17)
- 2003: Frasier (Folge 10x14)
- 2004: Monk (Folge 3x07)
- 2004–2005: Six Feet Under – Gestorben wird immer (Six Feet Under, 4 Folgen)
- 2006: Saved (Folge 1x02)
- 2006: Emergency Room – Die Notaufnahme (ER, 2 Folgen)
- 2007: Scrubs – Die Anfänger (Scrubs, 4 Folgen)
- 2007, 2014: Psych (2 Folgen)
- 2007, 2012, 2019: Law & Order: Special Victims Unit (5 Folgen)
- 2008–2010: Dr. House (House, 10 Folgen)
- 2009: Supernatural (Folge 4x12)
- 2009: CSI: Den Tätern auf der Spur (CSI: Crime Scene Investigation, Folge 9x15)
- 2009: Burn Notice (Folge 3x05)
- 2011: CSI: NY (Folge 8x09)
- 2011: Navy CIS: L.A. (NCIS: Los Angeles, Folge 3x10)
- 2012: White Collar (Folge 4x03)
- 2013: Das Büro (The Office, Folge 9x16)
- 2014: Those Who Kill (3 Folgen)
- 2015: Elementary (2 Folgen)
- 2016: Houdini & Doyle (10 Folgen)
- 2018: Hawaii Five-0 (Folge 8x06)
- 2018–2019: Atlanta Medical (The Resident, 10 Folgen)
- 2019: Into the Dark (Folge 1x06)
- 2020–2021: Home Before Dark (20 Folgen)
- 2021: A Million Little Things (5 Folgen)
- 2022: Navy CIS (NCIS, Folge 20x01)